# Ілитчук Михайло Ярославович
Михайло Ярославович Ілитчук (нар. 21 липня 1990) — український самбіст, бронзовий призер літньої Універсіади у Казані.

## Біографія
Станом на літо 2013 — студент Тернопільського національного економічного університету.

### Універсіада 2013
На літній Універсіаді, яка проходила з 6-о по 17-е липня у Казані, Михайло предсталяв Україну у самбо у ваговій категорії до 57 кг. та завоював бронзову нагороду. Українець програв вже у першому раунді монголові Маралу-Ердене Чимеддоржу, який згодом посів другу сходинку. Але потім виграв утішний бій з армянином Гором Маїляном (4:0) та бій за третє місце у Руслана Анкуда з Білорусі — 8:2. Чемпіоном став росіянин Аймерген Аткунов.

## Нагороди
Указом Президента України № 392/2013 від 25 липня 2013 року нагородженно медаллю «За працю і звитягу».